# Old Guides' Cemetery
L'Old Guides' Cemetery est un cimetière américain situé dans le comté d'Edmonson, au Kentucky. Protégé au sein du parc national de Mammoth Cave, il est lui-même inscrit au Registre national des lieux historiques depuis le 8 mai 1991. On y accède depuis le lodge du parc par l'Heritage Trail. On y trouve la sépulture de plusieurs anciens guides, parmi lesquels Stephen Bishop.